# TUBE熱帯夜LIVE 〜夕方チャンス到来〜
『TUBE 熱帯夜LIVE〜夕方チャンス到来〜』（チューブ・ねったいやライブ-ゆうがたちゃんすとうらい）は、TUBEのVHS・βVHS・レーザーディスク。1988年11月21日に発売された。
また、1990年6月21日に再発売され、2003年5月2日にはDVDで再プレスされている。

## 解説
- 1988年8月17日に横浜スタジアムで開催されたライブが収録されている。
- ライブで演奏した21曲の楽曲のうち厳選された音源が11曲収録されている

## 収録曲
| length11 |                               |            |          |            |
| #        | タイトル                      | 作詞       | 作曲     | 編曲       |
| 1.       | 「OPENING／夕方チャンス到来」 | 亜蘭知子   | 織田哲郎 | 葉山たけし |
| 2.       | 「ALL SUMMER LONG」           | 前田亘輝   | 前田亘輝 | TUBE       |
| 3.       | 「THE SEASON IN THE SUN」     | 亜蘭知子   | 織田哲郎 | 織田哲郎   |
| 4.       | 「SUMMER DREAM」              | 亜蘭知子   | 織田哲郎 | 織田哲郎   |
| 5.       | 「BEACH TIME」                | 亜蘭知子   | 織田哲郎 | 織田哲郎   |
| 6.       | 「RIGHT ON!」                 | 湯川れい子 | 長戸大幸 | TUBE       |
| 7.       | 「HOT NIGHT」                 | 織田哲郎   | 織田哲郎 | 春畑道哉   |
| 8.       | 「FACE THE BIG WAVE」         | 前田亘輝   | 重盛泰彦 | TUBE       |
| 9.       | 「明日への道」                | 森山進治   | 織田哲郎 | 葉山たけし |
| 10.      | 「BEACH BOXER」               | 前田亘輝   | 前田亘輝 | TUBE       |
| 11.      | 「LOVE SONG」                 | 前田亘輝   | 春畑道哉 | 春畑道哉   |